# 黃金十年 (電視劇)
《黃金十年》（英語：The Turbulent Decade）是香港電視廣播有限公司拍攝的時裝商戰電視劇，為無綫電視19周年台慶劇，也被評為無綫版《第四代》，全劇共60集，監製梁家樹。主要演員有狄波拉、劉嘉玲、戚美珍、商天娥、曾華倩、吳夏萍、張兆輝、歐陽震華、張衛健、石　修、關禮傑、吳孟達、劉兆銘、譚炳文、林建明等。本劇除在香港拍攝外，更斥資遠赴加拿大取景，包括前往華人聚居的萬錦市和多倫多華埠，並到著名旅遊景點尼加拉瓜瀑布拍攝。 
此劇于2018年4月30日在TVB經典台重播。

## 故事大綱
故事橫跨香港充滿跌盪的七、八十年代，一群來自不同社會階層的年輕人，在這個風雲際會，瞬息萬變的大都會中，各自追尋他們的理想。
1972年，青年田永泰（張兆輝飾 ）因一時糊塗，與女友董亦寧（劉嘉玲飾 ）的好友曹錦儀（戚美珍飾 ）發生關係，令錦儀未婚懷孕。此時永泰更因錯手殺人，誤殺罪成，致身陷囹圄，好友梅志培 ( 關禮傑飾 ) 和張望大（ 張衛健飾 ）亦愛莫能助。獄中永泰發奮圖強，遇上深沉狡黠的懲教署職員許韋康（ 石修飾 ），兩人成為朋友。
出獄后，永泰與亦寧感情告終，而錦儀懷孕時流產，最後嫁了韋康，永泰惟有寄情工作。惜天意弄人，永泰、錦儀再生情愫，造成複雜的三角關係，韋康更試圖對永泰不利，幸永泰最後掌握韋康的犯罪證據，在友情、愛情和正義的衝擊下，究竟永泰作出什麼選擇呢？

## 演員表
- 張兆輝 飾 田永泰
- 吳夏萍 飾 溫順愛
- 關禮傑 飾 梅志培
- 霍家禮
- 白　茵 飾 劉桂芳
- 譚炳文 飾 毛添有
- 湘　漪 飾 毛銀有
- 吳孟達 飾 田繼光
- 黃思恩
- 麥子雲
- 楊子韜
- 徐廣林 飾 梅開發
- 歐陽震華 飾 宋仕良
- 鄭少萍 飾 梅母
- 杜德偉 飾 龐日升
- 光　毅 飾 屠叔
- 張衛健 飾 張望大
- 狄波拉 飾 馮　春
- 林建明 飾 葉伙妹
- 張文光
- 盧海鵬 飾 龐大權
- 曾健明
- 陳榮峻
- 曾偉明
- 盧國偉
- 黃一飛
- 林嘉麗
- 戚美珍 飾 曹錦儀
- 劉嘉玲 飾 童亦寧
- 白　蘭
- 蘇杏璇 飾 李鳳仙
- 劉兆銘 飾 童勉之
- 黃文偉
- 石毅魂
- 麥皓為
- 關灼元
- 黃宗賜
- 陳淑誼
- 葉麗霞
- 張志強
- 張肇麟
- 羅振彪
- 虞天偉
- 何璧堅 飾 馮威
- 凌　漢 飾 B叔
- 何廣倫
- 黎壁光
- 陸應康
- 梁　珊 飾 陳怡珍
- 羅國維 飾 陳怡珍夫、曹錦儀父
- 羅麗娟
- 馮　國
- 鮑偉亮
- 李國平
- 吳瑞庭
- 凌禮文
- 池國輝
- 何貴林 飾 李賓
- 陳軍戎
- 韓馬利
- 梁　鴻
- 蔣芬芳
- 羅鳳英
- 陳雪兒
- 黎耀祥
- 麥飛霏
- 劉應龍
- 李連壽
- 魏添財
- 馬慧玲
- 陳家碧
- 曾道美
- 馬慶生
- 曾慧雲
- 龍天燊
- 高　雄
- 朱　剛
- 方偉明
- 林文偉
- 石　修 飾 許韋康
- 談泉慶
- 葉俊海
- 李嘉豪
- 李嘉穎
- 吳業光
- 李揚道
- 王維德
- 曹　濟
- 馮瑞珍
- 陳中堅
- 鄭君熾
- 吳博君
- 許逸華
- 楊　昇
- 梁潔芳
- 蘇漢生
- 譚一清
- 褚肇祺
- 劉家勇
- 陳紹華
- 郭錦雄
- 林健新
- 劉麗絲 飾 阿珠（梅志培之妹）
- 張蓓娜
- 余慕蓮
- 張敬諾
- 張英才
- 商天娥 飾 毛如美
- 曾華倩 飾 余至樂
- 李成昌 飾 梁業根
- 羅　蘭 飾 何嬌
- 夏　萍 飾 余至樂母親
- 張美智
- 白文彪 飾 丘陽明
- 何樹燊
- 傅玉蘭
- 駱應鈞
- 李樹佳
- 劉玉婷
- 陳比莉 飾 程太（加拿大）
- 梁少狄 飾 黃廣財
- 蔡嘉利

## 軼事
- 《黃金十年》與《黃金有罪》屬於同一時空，同樣由張兆輝領銜主演。

## 外部連結
- 《黃金十年》 GOTV 第1集重溫